# Helpless Rain
Singles de Mika Nakashima
One Survive
(2002) Will
(2002)
Helpless Rain est le 4e single de Mika Nakashima sorti sous le label Sony Music Associated Records le 15 mai 2002 au Japon. Il atteint la 8e place du classement de l'Oricon pour un total de 82 830 exemplaires vendus.
Helpless Rain a été utilisé comme thème musical pour une campagne publicitaire pour la compagnie La Parler. Cette chanson est présente sur l'album TRUE.

## Liste des titres
| 1. | Helpless Rain                            | Masato Ochi                                 | shinya (from three tight b) | 5:24 |
| 2. | Helpless Rain (But I'm fallin' too deep) | Masato Ochi                                 | shinya (from three tight b) | 5:11 |
| 3. | Destiny's Lotus (Version)                | Mika Nakashima, RapDaizo (from Ketsumeishi) | Gajin                       | 3:53 |
| 4. | Helpless Rain (Instrumental)             | Masato Ochi                                 | shinya (from three tight b) | 5:22 |

Vinyl
| 1. | Helpless Rain                | Masato Ochi | shinya (from three tight b) | 5:24 |
| 2. | Helpless Rain (Instrumental) | Masato Ochi | shinya (from three tight b) | 5:22 |

| 1. | Helpless Rain (But I'm fallin' too deep) | Masato Ochi                                 | shinya (from three tight b) | 5:11 |
| 2. | Destiny's Lotus (Version)                | Mika Nakashima, RapDaizo (from Ketsumeishi) | Gajin                       | 3:53 |